# 钦州府
钦州府，中国明朝时设置的一个府。
洪武二年（1369年）改钦州路置，治安远县（今广西壮族自治区钦州市）。辖境相当今广西壮族自治州钦州、灵山等市县一带。七年又降为钦州。 